# Czarny obelisk Salmanasara III

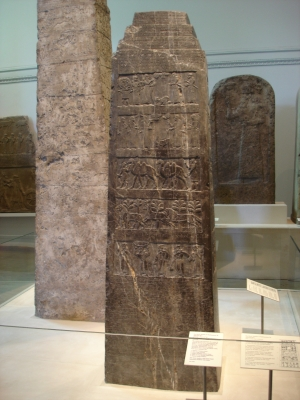
Czarny obelisk Salmanasara III w zbiorach British Museum; w tle widoczny jest biały obelisk (Room 6: Assyrian sculpture).

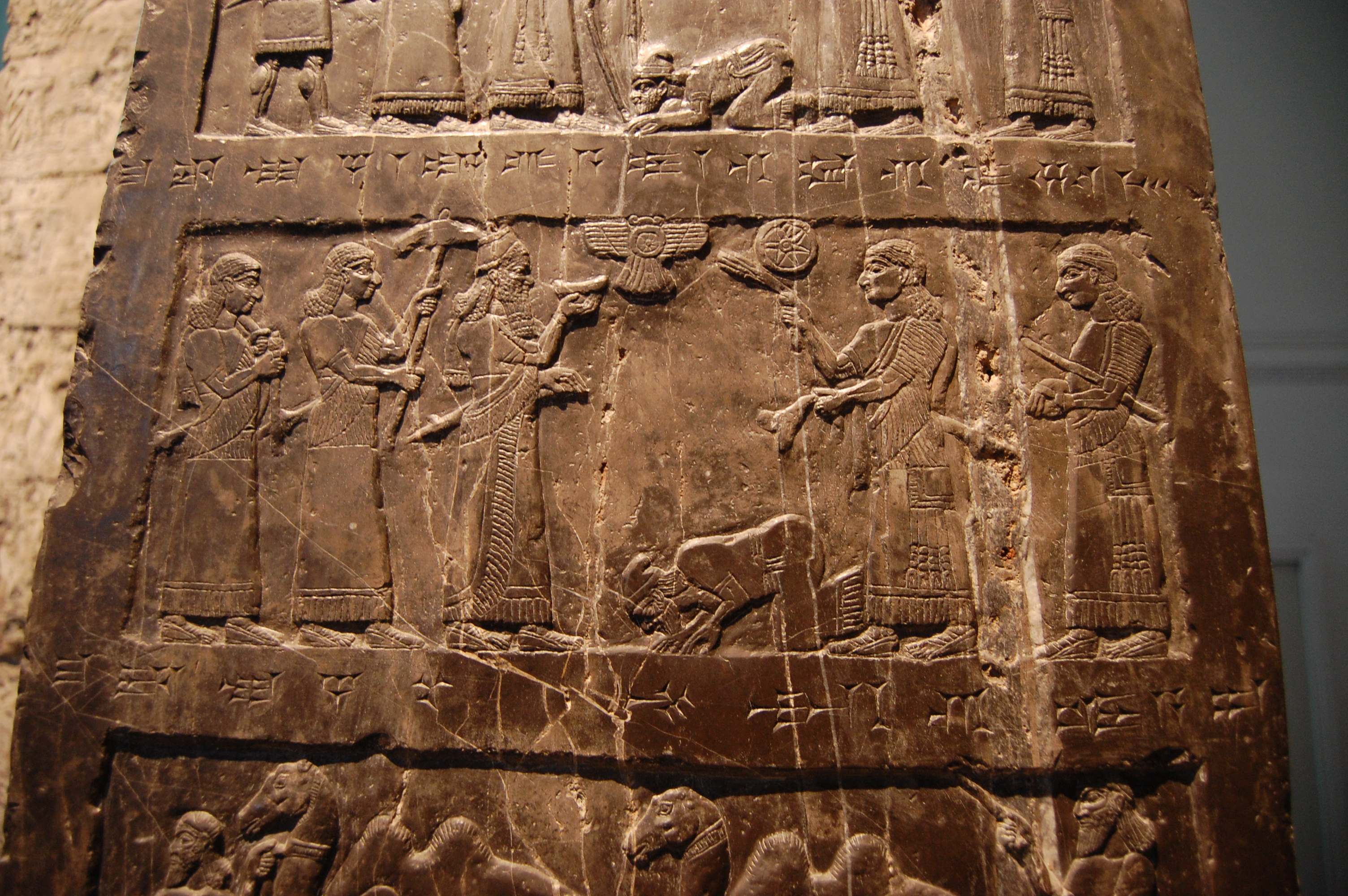
Jehu, król północnego królestwa Izraela, składający trybut Salmanasarowi III - jeden z paneli czarnego obelisku

Czarny obelisk Salmanasara III – kamienny, czworoboczny obelisk odnaleziony w 1846 roku przez Austena H. Layarda w czasie wykopalisk w Kalchu (obecne Nimrud w północnym Iraku). Upamiętnione na nim zostały militarne dokonania asyryjskiego króla Salmanasara III (858-825 p.n.e.). Zabytek ten znany jest przede wszystkim z umieszczonego na nim przedstawienia Jehu, postaci biblijnej, króla Izraela. Obecnie obelisk znajduje się w zbiorach British Museum.
Władcy asyryjscy stawiali obeliski w określonych celach. Umieszczano na nich swego rodzaju polityczną propagandę. Pomniki miały za zadanie świadczyć o doniosłych dokonaniach panujących. W odróżnieniu od sumeryjskich, akadyjskich i egipskich płaskorzeźb, na których przedstawione sceny miały charakter symboliczny, płaskorzeźby asyryjskie charakteryzowały się realizmem. Dlatego Czarny obelisk jest ważnym źródłem dla odtworzenia realiów historycznych czasów Salmanasara III.
Obelisk powstał pod koniec panowania Salmanasara III. W roku 825 p.n.e. wystawiony został w mieście Kalchu. W Asyrii trwała wówczas wojna domowa o władzę pomiędzy synami Salmanasara III.

## Opis
Czarny obelisk Salmanasara III wykonany został z czarnego wapienia. Ma wysokość 1,98 metra i szerokość 0,46 metra. Szczyt obelisku zwęża się schodkowo ku górze. Na każdym z jego czterech boków znajduje się pięć umieszczonych jeden nad drugim paneli z przedstawieniami reliefowymi. Panele te są częściami pięciu ułożonych w układzie pasowym scen obiegających obelisk dookoła. Każdej scenie towarzyszy umieszczona ponad nią inskrypcja w piśmie klinowym wyjaśniająca co zostało na niej przedstawione. Inskrypcje klinowe pokrywają również szczyt i dół obelisku.
Każda z pięciu scen przedstawia składanie trybutu przed władcą asyryjskim. W kolejności od szczytu do podstawy obelisku ukazują one  odpowiednio: 
- „trybut od Suy, Gilzańczyka” (akad. ma-da-tu šá msu-ú-a KUR gíl-za-na-a-a) – według roczników Salmanasara III złożenie trybutu przez Suę z Gilzanu (północno-zachodni Iran[1]) miało miejsce w pierwszym roku panowania asyryjskiego króla (859/858 p.n.e.)[2].

inskrypcja nad sceną: „Trybut od Suy, Gilzańczyka. Otrzymałem od niego: srebro, złoto, cynę, naczynia z brązu, berło (godne) królewskiej ręki, konie (i) dwugarbne wielbłądy”
- „trybut od Jehu, z rodu Omri” (akad. ma-da-tu šá mia-ú-a DUMU mhu-um-ri-i) – według roczników Salmanasara III złożenie trybutu przez Jehu, króla północnego królestwa Izraela, miało miejsce w 18 roku panowania asyryjskiego króla (841 r. p.n.e.)[3].

inskrypcja nad sceną: „Trybut od Jehu, z rodu Omri. Otrzymałem od niego: srebro, złoto, złotą misę, złotą wazę z ostro zakończonym dnem, złote kubki, złote naczynia, cynę, berło (godne) królewskiej ręki, włócznie”
- „trybut z Egiptu” (akad. ma-da-tu šá KUR mu-uṣ-ri) – data tego wydarzenia nie jest znana, gdyż nie ma o niej wzmianki w rocznikach Salmanasara III[3].

inskrypcja nad sceną: „Trybut z Egiptu. Otrzymałem: dwugarbne wielbłądy, wodnego bawołu, nosorożca, antylopę, słonie - samice, małpy - samice (i) małpy bez ogonów”
- „trybut od Marduk-apla-usura, Suhejczyka” (akad. ma-da-tu šá mMarduk-apla-uṣur KUR su-ha-a-a) – o złożeniu trybutu przez Marduk-apla-usura z Suhu (rejon środkowego Eufratu[1]) nie ma wzmianki w rocznikach Salmanasara III i data tego wydarzenia jest nieznana[4].

inskrypcja nad sceną: „Trybut od Marduk-apla-usura, Suhejczyka. Otrzymałem od niego: złoto, złote naczynia, kość słoniową, włócznie, jedwab morski, różnokolorowe ubrania (i) płótno lniane”
- „trybut od Karparundy, Patinejczyka” (akad. ma-da-tu ša2 mqar-pa-ru-un-da KUR pa-ti-na-a-a) – według roczników Salmanasara III Karparunda (w rocznikach jego imię brzmi Kalparunda) z Patiny (obecnie region wokół miasta Antakya w Turcji[1]) składał trybut asyryjskiemu królowi trzykrotnie, w 857, 853 i 848 r. p.n.e.[4]

inskrypcja nad sceną: „Trybut od Karparundy, Patinejczyka. Otrzymałem od niego: srebro, złoto, cynę, przedmioty z brązu, naczynia z brązu, kość słoniową (i) heban”
Na szczególną uwagę zasługuje druga scena od góry, na której przedstawiony został Jehu król północnego królestwa Izraela, w trakcie składania trybutu Salmanasarowi III w 841 roku p.n.e.  Ahab, syn Omri, król północnego królestwa Izraela, stracił życie kilka lat wcześniej walcząc z królem Damaszku. Jego syn i następca, Joram, po kilkuletnim panowaniu utracił tron, na którym zasiadł Jehu. Uzurpator zerwał istniejące przymierze z Fenicją i Judą, podporządkowując się Asyrii. Jehu został przedstawiony w pozycji klęczącej. Twarz ma zwróconą ku ziemi. Przy porównaniu z Salmanasarem wygląda niepozornie. Król asyryjski przedstawiony został w całym majestacie. Uosabia potężne państwo, zdolne do opanowania i kontroli obszarów sięgających daleko poza jego pierwotne granice. Salmanasar trzyma w lewej ręce czarę. Za nim stoją dwaj słudzy, z których jeden trzyma wachlarz. Z tyłu za klęczącym Jehu umieszczeni są czterej Asyryjczycy: dwóch na tym samym panelu co Jehu, dwóch – na kolejnym. Ostatni z czterech Asyryjczyków nie ma brody. Po nim następuje procesja trzynastu Izraelitów: trzech, prawdopodobnie z darami ze srebra, stoi za Asyryjczykiem bez brody; pięciu na kolejnym panelu przypuszczalnie niesie dary ze złota: zwężane ku dołowi naczynia, wazon, berło i włócznie. Na ostatnim panelu tego rzędu przedstawiono kolejnych pięciu Izraelitów. Wszyscy składający dary Izraelici mają krótkie brody, stożkowate, złamane ku tyłowi nakrycia głowy oraz długie ubrania z narzuconymi na nie płaszczami, wykończonymi kutasikami. Obuwie ma ostre nosy. Każda z postaci trzyma dar wymieniony w inskrypcji nad sceną.
Na uwagę zasługują też przedstawione wśród darów dla króla asyryjskiego egzotyczne zwierzęta, takie jak wielbłądy, małpy i słonie. Władcy asyryjscy uwielbiali ozdabiać swe królewskie parki roślinami i zwierzętami naturalnie niewystępującymi na terenie Mezopotamii.
Inskrypcje ze szczytu i podstawy obelisku zawierają fragmenty roczników królewskich Salmanasara III z opisem kampanii wojennych prowadzonych przez niego samego i Dajan-Aszura, jego turtannu (dowódcę wojsk).
W zbiorach British Museum poza Czarnym obeliskiem Salmanasara III znajdują się również:
- Złamany obelisk – pochodzący najprawdopodobniej z czasów panowania asyryjskiego króla Aszur-bel-kala (1073-1056 p.n.e.)
- Biały obelisk – pochodzący najprawdopodobniej z czasów panowania asyryjskiego króla Aszurnasirpala I (1049-1031 p.n.e.).
- Obelisk Rassama – pochodzący z czasów panowania asyryjskiego króla Aszurnasirpala II (883-859 p.n.e.).